# Páramo de Guerrero
El Páramo de Guerrero es un sistema de bosque alto andino ubicado en el departamento de Cundinamarca, al norte de Bogotá , capital de Colombia. Se encuentra en la cordillera Oriental, bordeando el margen occidental de la Sabana de Bogotá y sirviendo de umbral entre esta sabana, el valle de Ubaté y la vertiente del Magdalena. Se calcula que el 70,5 % de su territorio ha sido modificado.

## Localización y extensión
Su altura oscila entre los 3200 y los 3780 metros sobre el nivel del mar (msmm). Este páramo constituye uno de los mayores ensanchamientos y elevaciones del Eje Occidental de la Cordillera Oriental, a la latitud del Altiplano de Bogotá-Ubaté. Está compuesto por localidades como cerros Socotá, Santuario y Colorado, páramos Napa, Alto, Guargua y laguna Verde; los altos de La Mina y El Muchacho y cuchilla El Tablazo. El complejo comprende las zonas altas de los municipios de Carmen de Carupa, Tausa, Zipaquirá, Subachoque, Cogua, Pacho, San Cayetano y Susa en Cundinamarca.
Principalmente ocupa cerca de 39 240 hectáreas, una franja de montaña tropical ubicada sobre el corte de los 74° 10' W.G. y los 5° 15' L.N. y comprendido por las siguientes coordenadas planas referidas a Bogotá. Oriente: Y =1'015.000 Occidente: Y =1'000.000 Norte: X = 1'075.000 Sur: X = 1'050.000

## Contexto del área
El páramo de Guerrero es un páramo interandino, relacionado con elementos ambientales externos, como la dinámica del valle del Magdalena por el noroeste, la sabana de Bogotá por el sureste, el valle del Ubaté por el NE, el valle de Subachoque por el sureste y fenómenos de dinámica tropical: Masa Ecuatorial del Norte, Masa Ecuatorial Atlántica y Masa Ecuatorial Continental.

## Relieve
El relieve en Guerrero está dominado por el anticlinal de Zipaquirá, el sinclinal de Río Frío, el sinclinal del Neusa, el sinclinal de Carupa, la ceja del Páramo, y el anticlinal de Carupa. Sobre estas unidades es tructurales, se ubican valles glaciales, pedregales, cuchillas enhiestas, áreas de turberas y pantanos, planos de cepillado glacial, valles morrénicos y valles con acumulaciones fluvioglaciales. De acuerdo a su ubicación, disposición v sus dimensiones, cada elemento del relieve particulariza al páramo en una gama abundante de formas del relieve, con sus connotaciones ambientales propias.

## Clima
Es considerado como un balance energético atmosférico (Mejía, 1981). El resultado de esta acción energética en los páramos, permite describir algunos parámetros climáticos, de acuerdo al comportamiento de los elementos del clima.
La periodicidad anual de las precipitaciones establece una época húmeda complementada de una seca (bimodalidad), para los páramos expuestos a las masas de nubes y vientos de procedencia oriental. En cambio, para el páramo interandino y mixto, existe dos épocas húmedas y dos épocas secas (tetramodalidad), influidas por la posición cenital a lo largo del año.